# 长沙银行
长沙银行，是中国的一个股份制商业银行，总部位于湖南省长沙市。1997年5月，长沙市城市合作银行成立。2008年11月17日，更名为长沙银行。营业地区包括湖南省全境以及广东省广州市等地区。
2022年，长沙银行资产总额达到9047.33亿元，吸收存款5786.48亿元。

## 历史
1996年5月，长沙市人民政府与人行长沙分行成立长沙城市合作银行筹备领导小组。
1997年4月19日，长沙城市合作银行召开首届股东大会。确立资本股金1.19亿元，其中16家城信社转入股本4779.63万元；新股东7家，入股7100万元，控股单位为长沙市财政局，股本3700万元（其中市财政局2500万元，所辖芙蓉、开福、天心等3区财政局各400万元），占股本总额的31.15％。
1997年5月25日，经人行同意，湖南省第一家地方性股份制银行一长沙城市合作银行正式成立。行址位于长沙市芙蓉中路一段433号。初期下辖15家支行，总部营业部和38家分理处、储蓄所。共有职工1286名。
1998年5月25日，更名长沙市商业银行。
2008年11月17日，更名为长沙银行。
2011年4月18日，设立广州分行，是至今为止本行乃至湖南省内银行唯一的省外分行。
2018年， 在上海证券交易所主板上市，成为湖南省首家上市银行。
2020年2月10日，中国人民银行长沙中心支行向长沙银行、华融湘江银行、长沙农商银行发放专项再贷款20亿元，用于支持其对全省疫情防控重点企业发放优惠利率贷款。